# Kościół Najświętszego Serca Jezusowego w Radomiu
Kościół Najświętszego Serca Jezusowego w Radomiu – rzymskokatolicki kościół parafialny w Radomiu w dzielnicy Glinice, należący do Parafii Najświętszego Serca Jezusowego. Mieści się przy ulicy Juliusza Słowackiego. Należy do dekanatu Radom-Wschód. Obiekt jest częścią szlaku turystycznego Zabytki Radomia. W 2012 roku proboszcz ks. Roman Adamczyk podjął się rozpoczęcia remontu kościoła. Wyremontowano wieżę główną, wieże boczne, front oraz plac przed kościołem do początku arkad. W 2017 remont został zakończony.

## Historia
Świątynię zaprojektował architekt Stefan Szyller z Warszawy. Budowę rozpoczęto w 1931 roku za sprawą księży Jana Węglickiego i Stanisława Głąbińskiego. Do 1939 roku budowla nie została ukończona. W czasie II wojny światowej, w wyniku ostrzału radzieckiego od strony Skaryszewa, budowana świątynia została częściowo uszkodzona. Po wojnie budowę kościoła prowadzili: ks. Jan Wiącek (do 1949 roku), ks. Adam Łukasiewicz (1949–1953, ks. Stanisław Flont (1953–1954). Ostatecznie budowa została zakończona i zostało skompletowane wyposażenie świątyni w czasie urzędowania księdza Stefana Popisa (1954–1966). Budowla została poświęcona w dniu 10 grudnia 1950 roku przez biskupa Jana Kantego Lorka. W dniu 25 listopada 1966 roku biskup Piotr Gołębiowski konsekrował budowlę.

## Architektura

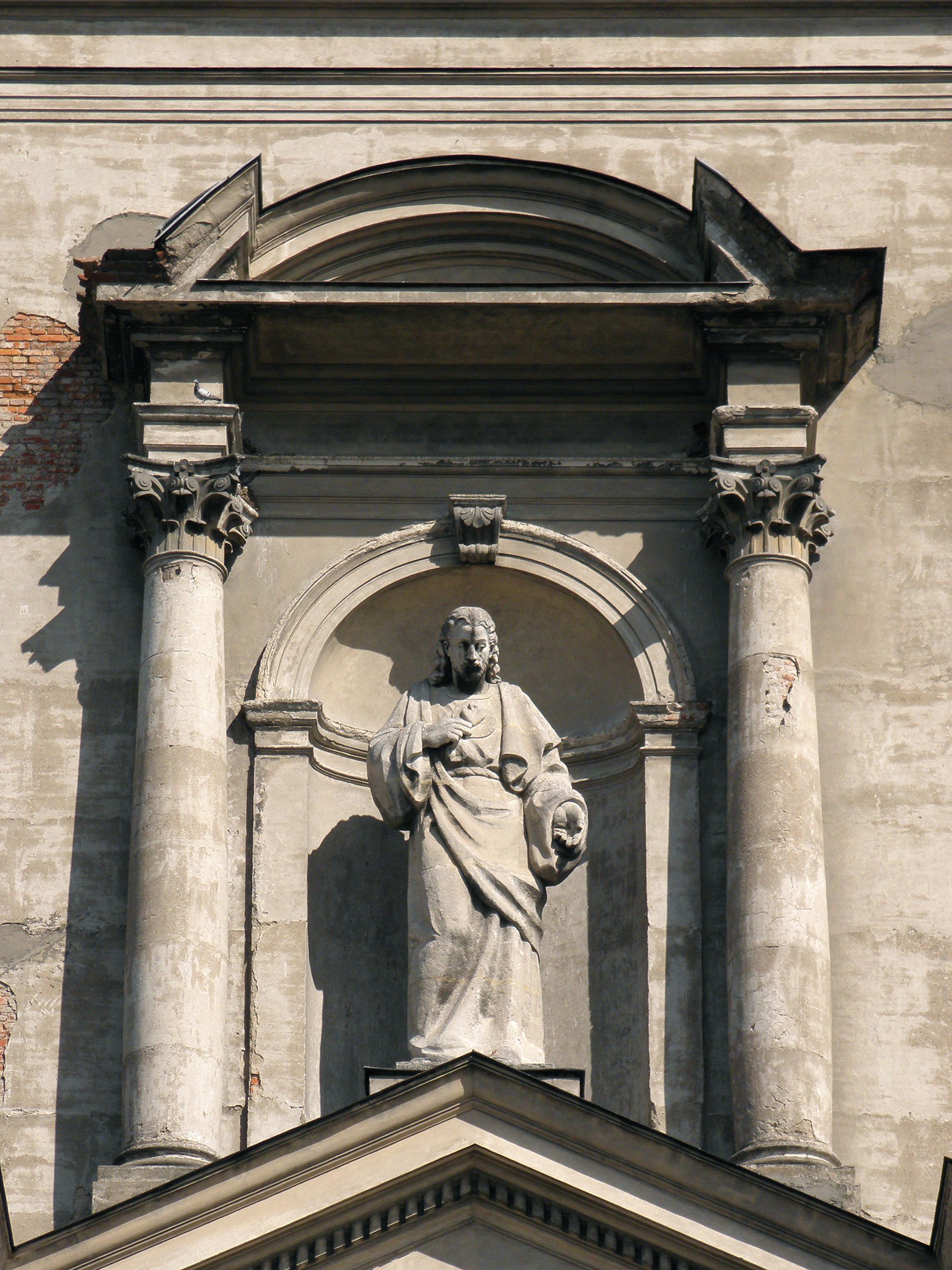
Figura Chrystusa na fasadzie kościoła

Jest to świątynia murowana, wzniesiona z kamienia i cegły, reprezentuje styl neorenesansowy, posiada trzy nawy z transeptem. Nawy boczne są niższe, wyodrębnione przez potężne kolumny i filary. Fasada główna jest rozbudowana architektonicznie: posiada kolumny, portale, arkady na flankach z wieżyczkami. Wieża, posiadająca trzy kondygnacje, jest usytuowana centralnie, w przyziemiu mieści się kruchta, nad którą znajduje się chór muzyczny. Część środkowa chóru wchodzi półkoliście w nawę.